# Пензенский ипподром
Пе́нзенский ипподро́м — бывший ипподром в Пензе, один из старейших в России.
Основан в 1848 году на окраине Пензы Обществом рысистого бега (с 1914 года Общество поощрения рысистого коннозаводства). Имел земляную беговую дорожку (1,6 тыс. м), 8 конюшен, трибуны, вспомогательные и хозяйственные помещения (все постройки деревянные). Занимал территорию 48 га. Рассчитан на все виды конно-спортивных соревнований.

## История
С 1860 года стали проводиться в основном испытания породных лошадей с целью улучшения качества конского поголовья. С конца 1870-х годов в них участвовали лучшие рысаки России. В 1895 годов были применены бездуговые экипажи (качалки), что повлияло на улучшение резвости рысаков и повышение интереса зрителей к соревнованиям.
Ипподром подновлялся, перестраивался (кроме беговой дорожки). В 1960-х годах ипподром объединился с государственной заводской конюшней, переведённой из поселка Ахуны. В 1990-х годах — конюшня на 120 голов, гостиница, дом для наездников, административное здание и др. Все сооружения кирпичные. Территория ипподрома равнялась 18 га.
В 1990-е годы ипподром пришёл в запустение и затем сменил владельца. Новый владелец Владислав Кузнецов вложился в реконструкцию ипподрома, начав в 2000 году строительство конно-спортивного комплекса, однако в год планируемого открытия (2005) погиб в автокатастрофе. После этого ипподром признали не соответствующим нормам и снесли, а территорию отдали под возведение элитного жилого комплекса. На 2021 год на его месте расположен жилой комплекс «Фаворит».